# Borgoratto Mormorolo
Borgoratto Mormorolo ist eine italienische Gemeinde (comune) mit 398 Einwohnern (Stand 31. Dezember 2023) in der südwestlichen Lombardei im Norden Italiens. Die Gemeinde liegt etwa 29 Kilometer südlich von Pavia in der Oltrepò Pavese und gehört zur Comunità Montana Oltrepò Pavese.